# Conwy (rivier)

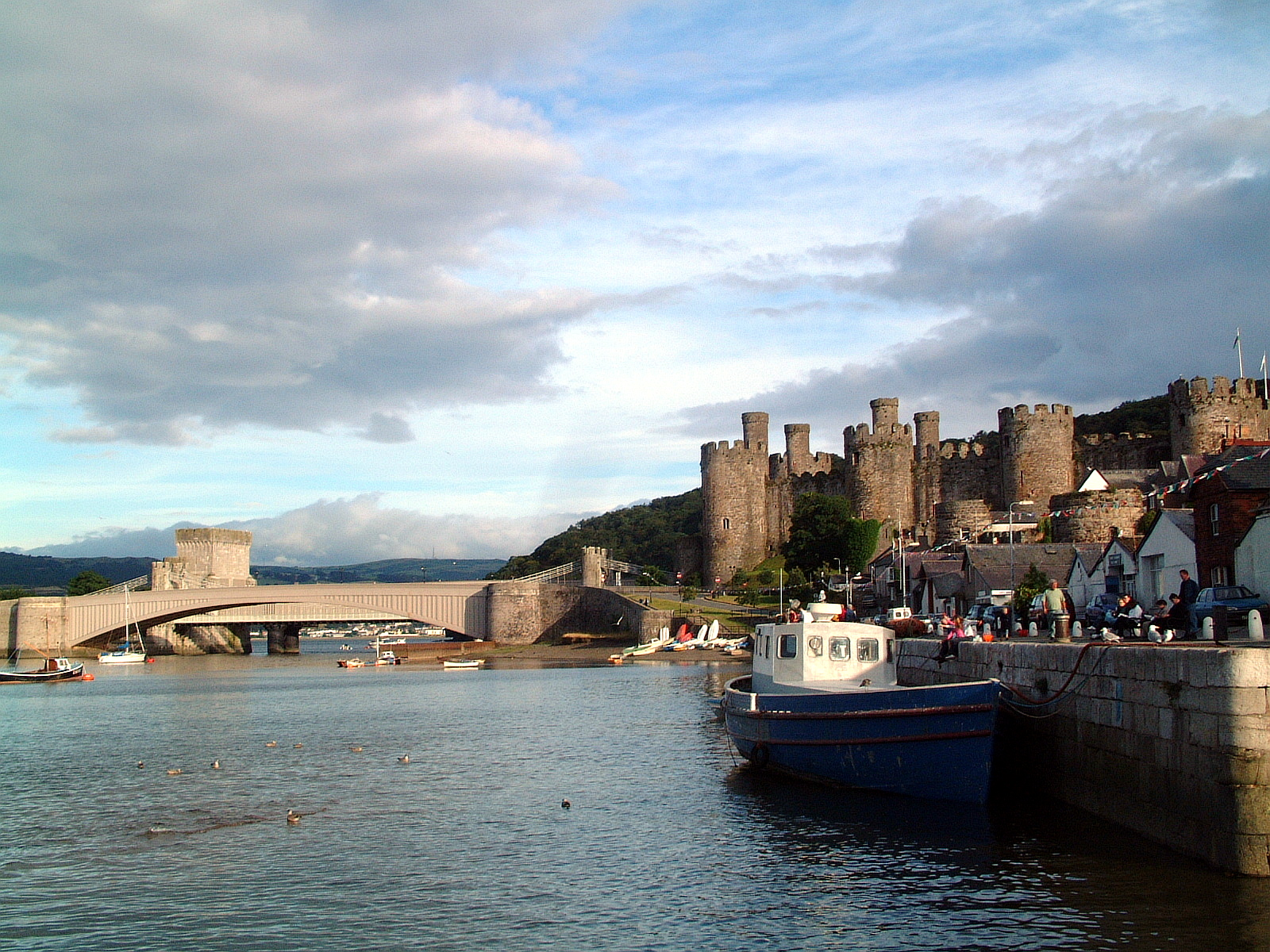
De drie bruggen over de rivier en rechts Conwy Castle

De Conwy (Welsh: Afon Conwy) is een rivier in het noorden van Wales. Van bron tot monding in de Conwy Bay van de Ierse Zee is zij iets meer dan 55 kilometer lang.

## Stroomgebied
De Conwy ontspringt in de Migneint-heide, daar waar enkele beekjes in de Llyn Conwy samenvloeien. Eerst stroomt zij noordwaarts met als belangrijkste zijrivieren: Afon Machno en Afon Lledr voor zij Betws-y-Coed bereikt waar de Afon Llugwy in de Conwy stroomt. Verder noordelijk stroomt zij door Llanrwst en Trefriw om Conwy aan de Conwy Bay te bereiken. De laatste 20 kilometer, vanaf Llanrwst, is het een getijdenrivier. Het stroomgebied heeft een oppervlakte van 678 km².

### Zijrivieren
- Afon Machno
- Afon Lledr
- Afon Llugwy
- Afon Gallt y Gwg
- Nant y Goron
- Afon Crafnant

Afon Geirionydd
- Afon Ddu
- Afon Porth-llwyd
- Afon Dulyn

Afon Ddu
Afon Garreg-wen
Ffrwd Cerriguniauwn
Afon Melynllyn
- Afon Roe

Afon Tafolog
- Afon Gyffin

## Geologie en Geomorfologie
In het oosten begrenzen mudstone-heuvels uit het siluur de rivier en de Migneint-Heide. Dit zure gesteente is door een dunne laag zure grond bedekt. Daardoor is het water in de bovenloop vaak bruingekleurd en zuur.
In het westen van het stroomgebied ligt een harder gesteente uit het cambrium, waardoor het reliëf er meer uitgesproken is met enkele opvallende heuvels. Daardoor zijn er ook stroomversnellingen en watervallen, zoals de Conwy Falls en de Lledr Gorge. Het landschap is voornamelijk bebost met (aangeplante) naaldbomen.
De westkant van het Conwy-dal heeft talrijke meren en stuwmeren. Enkele daarvan dienen voor drinkwatervoorziening.
De rotsbodem is rijk aan mineralen. Voormalige koper- lood- en zilvermijnen liggen verspreid in het landschap.
De vallei vanaf Betws-y-Coed is betrekkelijk vruchtbaar, en is geschikt voor veeteelt. De weiden daar dienen onder andere als winterverblijf voor de schapen die 's zomers op de bergweiden blijven.

## Cultuur en geschiedenis
Archeologische vondsten tonen aan dat de vallei reeds in de steentijd bewoond was. Sinds de Romeinse tijd is het gebied sinds rond 400 permanent bewoond. In het Conwy-dal staan twee van de oudste kerken van Wales: in Llanrhychwyn en Llangelynin, die uit de 11e en 12e eeuw dateren.
Tijdens de Rozenoorlog verwoestte Jasper Tudor I, Hertog van Bedford in opdracht van Edward IV grote delen van de vallei, als wraakaanval omwille van een aanslag op Denbigh door de troepen van Lancaster in 1466.
Aan de monding van de rivier ligt de stad Conwy, met het kasteel van Conwy (werelderfgoed). Twee beroemde bruggen overspannen de rivier: de Conwy Suspension Bridge, een van de oudste hangbruggen van Thomas Telford, thans enkel nog voor voetgangers. Robert Stephensons Conwy Railway Bridge met nog steeds de stalen kokerbrug voor de spoorlijn Holyhead - London. De derde brug dient voor het wegverkeer, daarnaast loopt de A55 in een nieuwe tunnel onder de riviermonding door.

## Ecologie
De Conwy is voor zijn zalm- en beekforelbestanden bekend. De toenemende verzuring sinds de tweede helft van de 20e eeuw, zeker in de bovenloop, weegt zwaar op het broedsucces.
- Library of Congress Control Number: sh2001000800
- Nationale Bibliotheek van Israël: 987007566385305171
- Virtual International Authority File: 315530504